# Udolfo
Udolfo est une éphémère série de bande dessinée franco-belge d'aventure créée par André-Paul Duchâteau (scénario), Andreas (dessin) et Eddy Paape (encrage), publiée en 1978 et 1980 dans Le Journal de Tintin, éditée en album par les éditions Jonas en 1980 puis par les éditions Création en 1986.

## Synopsis
Dans le Paris du XIXe siècle, Udolfo, un écrivain public, se lance régulièrement dans de dangereuses aventures en résolvant des énigmes et en déjouant les plans d'un malfaiteur surnommé "le Notaire". Les enquêtes d'Udolfo tournent autour de thèmes surnaturels. Udolfo a d'étranges connaissances en matière d'ésotérisme, et il est suggéré dans chacune des deux histoires qu'il pourrait ne faire qu'un avec le comte de Saint-Germain.
La fin de la deuxième histoire verse dans la science-fiction en révélant qu'Udolfo est en réalité un voyageur du temps venu du futur. La série s'étant arrêtée ensuite - malgré une conclusion qui semblait annoncer un troisième épisode mettant en scène Dracula - cette révélation n'a jamais eu d'explication.

## Personnages principaux
- Udolfo, écrivain public parisien et détective à ses heures
- Tire-lire, jeune titi parisien qui assiste Udolfo dans ses enquêtes
- Le Notaire, chef d'une bande de malfaiteurs, et ses acolytes, le Squelette, la Sorcière et le Rupin (ce dernier n'apparaissant que dans la première histoire)

## Historique
Eddy Paape a été le professeur d'Andreas à l'Académie des Beaux-Arts de Saint-Gilles (Belgique) et l'a choisi comme assistant pour l'aider à terminer les planches 45 et 46 de l'épisode de la série Luc Orient, L’Enclume de la foudre, puis à réaliser les 16 pages du récit complet de la série Carol détective, Mission en 2012, publiée dans Tintin Sélection no 38 en septembre 1977. Par la suite, Eddy Paape, qui avait commencé à travailler sur un scénario d'André-Paul Duchâteau mais n'avait pas le temps de le dessiner, propose à Andreas de réaliser tous les crayonnés des deux épisodes d'Udolfo, tandis que lui se charge uniquement de l'encrage.
Alors qu'il figure aux côtés de celui d'Eddy Paape sur la dernière planche de chacun des récits, le nom d'Andreas n'est pourtant pas crédité sur la couverture lors de l'édition de l'album par les éditions Jonas en 1980 et il faut attendre l'édition Création en 1986 pour qu'il figure en couverture.
Les deux seuls épisodes de la série sont publiés dans Le Journal de Tintin, La Montre aux 7 rubis en 1978, juste avant la publication de Rork par Andreas qui débutera dans le no 167, et Le Grimoire de Lucifer du no 227 au no 231 en 1980.
Le premier récit est publié en album par les éditions Jonas en noir et blanc, puis les deux récits sont édités en couleurs par les éditions Création en 1986.

## Publications

### Périodiques
- Le Journal de Tintin :
  - La Montre aux 7 rubis, 30 planches, du no 161 du 10 octobre 1978 au no 170du 12 décembre 1978[4]
  - Le Grimoire de Lucifer, 17 planches, du no 227 du 15 janvier 1980 au no 231 du 12 février 1980[5]

### Albums
1. La Montre aux 7 rubis, 30 pages, noir et blanc, grand format, couverture souple, Éditions Jonas, avril 1980
2. La Montre aux 7 rubis (reprend les deux épisodes, La Montre aux 7 rubis et Le Grimoire de Lucifer), 48 pages, couleurs de Jean-Pierre Rose, format normal, cartonné, Éditions Création, janvier 1986